# ニュース・ハイブリッド
『ニュース・ハイブリッド』とは、ラジオ大阪で2007年10月から2020年3月まで放送されていた報道番組である。産経新聞社提供。

## 概要
ラジオ大阪ではこれまでプロ野球ナイターシーズン中は野球中継、オフシーズンは野球以外の番組を編成していたが、諸事情により2007年度でナイター中継を全曜日とも撤退（平日は2003年に月曜から木曜、2005年に金曜日も撤退）したため、1年を通して野球以外の通常編成で放送するようになった。この番組は土曜日の夕方18時から19時に、産経新聞大阪本社の全面的な協力・協賛により、この1週間のニュースを振り返ったり、あるいは関西に縁のある人物へのインタビューなどを展開する。
2011年4月9日から、パーソナリティがフリーアナウンサーの梅田淳に交代して番組名も『梅田淳のニュース・ハイブリッド』としてリニューアル。放送時間もこれまでの1時間から2時間に拡大される。また、公式サイト及びメールアドレスのドメインは梅田が2011年4月1日まで担当していた『出発進行！うめじゅんです』からの物を引き継いでいる。2012年10月6日から、『司馬遼太郎短篇傑作選』の放送に伴い、放送時間が1時間30分になっている。2014年7月5日から、『里見まさとのおおきに！サタデー』の内にて『ニュース・ハイブリッドゾーン』になっていたが、2020年3月をもって終了した。なお、「まさと・越後屋のスポーツ捕物帳」コーナーのみ別のスポンサーが付いたうえで「里見まさとのおおきに！サタデー」内で継続。

## 出演
- 里見まさと（ザ・ぼんち 2014年7月5日 - ）

### 過去のパーソナリティ
- 吉本真樹（よしもと・まさき フリーアナウンサー）
- 梅田淳（元関西テレビアナウンサー）
- 藤川貴央（ラジオ大阪アナウンサー）